# Avogadoria de Comun

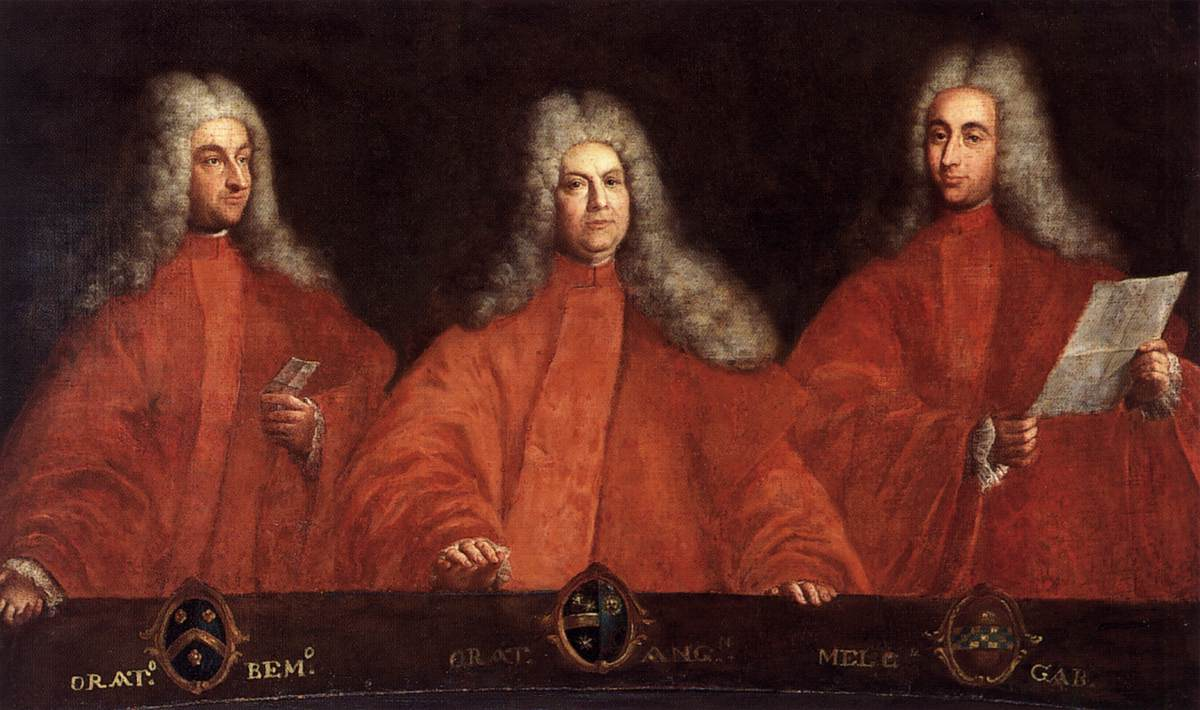
Avogadori de comùn

L'Avogadoria de Comùn o Avogaria de Comun, letteralmente avvocatura comunale, era un'istituzione della Repubblica di Venezia, i cui membri, chiamati avogadori de comùn, erano incaricati di curare e difendere gli interessi del Commune Veneciarum, cioè l'insieme delle famiglie patrizie al governo della città di Venezia, con modalità simili a quelle di una moderna Avvocatura dello Stato.

## Storia
Secondo alcuni studiosi, l'Avogadoria fu creata nell'anno 864, anche se le ipotesi più accreditate ne indicano la costituzione nel XII secolo, durante il dogado di Sebastiano Ziani, tra il 1172 ed il 1178, oppure nel 1180, essendo doge Orio Mastropiero tra il 1178 ed il 1192. Gli avogadori venivano eletti dal Senato in numero di tre, e la loro nomina doveva essere confermata dal Maggior Consiglio. Restavano in carica per sedici mesi e, nello svolgimento delle loro funzioni, erano tenuti ad indossare una toga viola e una stola purpurea. Quando lo Stato veneziano si estese, si avvertì l'esigenza di destinare l'Avogadoria alla cura degli affari dello Stato da terra come di quelli dello Stato da mar. Perciò, già nella seconda metà del XIII secolo, l'Ufficio venne diviso in due “sezioni”: de intus, con competenza su Venezia, spesso coadiuvati dagli Ufficiali al cattaver, sorta di ispettori doganali con funzioni giudiziarie; de foris, competenti per lo Stato da terra. Con la fine della Serenissima, nel 1797, anche l'Avogadoria de Comun, come gli altri organi dello Stato veneziano, cessò le sue funzioni.

## Funzioni
Compito di questa magistratura era la tutela degli interessi del Commune Veneciarum, vale a dire l'insieme delle famiglie costituenti il patriziato veneziano, nonché, più in generale, della legalità costituzionale dello Stato. Al fine di rendere effettive tali funzioni, agli avogadori furono da subito conferiti notevoli poteri di controllo e di ispezione, di natura perlopiù requirente ma anche con talune funzioni giudicanti: tale organo, infatti, aveva competenza istruttoria e di pubblica accusa nei processi civili e penali, non rientranti nella competenza del Consiglio dei Dieci, nonché di giudice intermedio d'appello prima del doge. La competenza civile, tuttavia, fu progressivamente affidata ad altre magistrature, mentre quella penale fu potenziata nel corso del tempo, in particolare con le deliberazioni del Maggior Consiglio del 4 settembre 1352 e del 26 aprile 1468, anche se alcune minori funzioni civili rimasero sempre in capo agli avogadori. Altre importanti competenze penali erano l'indagine sulla violazione delle leggi marittime dietro denuncia dei marinai, la rivendica dei beni pubblici, l'esecuzione delle sentenze di confisca e la raccomandazione, rivolta al doge e alla signoria, di fare eseguire le sentenze di diverso contenuto.
Particolarmente significative, e in un certo senso caratterizzanti tale magistratura, erano, però, le funzioni di tutela della legalità e dell'assetto costituzionale, che univano i descritti poteri giudiziari inquirenti alla supervisione sull'operato degli altri organi della Repubblica. In particolare, agli avogadori era demandato di ispezionare le scritture contabili dei Camerlenghi (i magistrati addetti alle pubbliche finanze, che risiedevano nell'omonimo palazzo affacciato sul Canal Grande) e di rivedere le casse degli uffici di San Marco e di Rialto, bollandone gli scrigni. Inoltre, essi promuovevano l'accusa avanti al Maggior Consiglio contro i singoli componenti del Consiglio medesimo e, a partire dal 1400, potevano rinviare a giudizio anche il Doge; avevano diritto di rivolgere interrogazioni ai membri della Signoria, che erano tenuti a rispondervi; potevano opporsi all'assunzione o all'esercizio di cariche pubbliche da parte di persone a cui fosse stato contestato un addebito; potevano ammonire i magistrati e sottoporli ad ammende, indagandoli in ipotesi di denunce per corruzione e trascinandoli a processo avanti al Supremo Tribunale della Quarantia; potevano, soprattutto, mediante una procedura chiamata “intromettere”, sospendere ed impugnare l'esecuzione di qualsiasi decreto dei tribunali veneziani, e persino le delibere del Maggior Consiglio e del Consiglio dei Dieci, che ritenessero pregiudizievoli per il bene pubblico.
Altri compiti di matrice costituzionale, invece, riguardavano l'attività deliberativa e certificativa: infatti, nessuna risoluzione del Senato (detto anche Consiglio dei Pregàdi) o del Maggior Consiglio era regolarmente assunta senza la presenza di almeno un Avogador de Comun. Inoltre, spettava all'Avogadoria la conservazione di tutti gli ordini del Maggior Consiglio e dei secreta dei Pregadi, affinché tali documenti potessero essere prodotti nelle successive riunioni di tali assemblee, con ordine della loro osservanza. Inoltre, unitamente ai Signori di Notte al Civil, gli Avogadori esercitavano funzioni di supplenza di altri uffici nei periodi di vacanza dogale.
Come è intuibile, il potere che la carica di Avogador conferiva, era molto esteso, così da rendere necessario il suo affidamento solo a personalità già fornite di comprovata esperienza nell'esercizio dei pubblici uffici. Inoltre, al fine di evitare conflitti di interessi e deviazioni autoritarie dello Stato, erano esclusi dalla nomina ad Avogadori de Comun i figli e i fratelli del Doge, e su di essi vigilava il Consiglio dei Dieci, che poteva richiamare gli Avogadori all'esercizio delle loro funzioni o, nei casi più gravi, citarli avanti al Supremo Tribunale della Quarantia.